# Empresa de Equipamento Eléctrico, S.A.
E. E. E. - Empresa de Equipamento Eléctrico, S.A., também conhecida simplesmente por EEE, é uma empresa que manufatura equipamento de Iluminação da localidade Portuguesa de Águeda, Aveiro.
A empresa de construção foi fundada no ano de 1977 e possui, hoje em dia, de cerca 20.000 metros quadrados de produção. Possui um laboratório de luminotecnia desde 1984.
Tem também várias delegações espalhadas pelo país, de Norte (Maia) a Sul (Carnaxide).